# Globus 120
Compañía de Telecomunicaciones de Chile Globus S.A., conocida como Globus 120, fue la tercera empresa proveedora de servicios de larga distancia en Chile, subsidiaria de Movistar Chile. El 2009 y luego de la integración de todas las operaciones del Grupo Telefónica en Chile bajo la Marca Movistar, Globus 120 se fusiona con Movistar Larga Distancia operando bajo la marca 188 Movistar.